# Torneo Transición de Chile 2013
Campeonato Nacional Petrobras de Transición de Primera División de la Asociación Nacional de Fútbol Profesional 2013, eller enbart Torneo Transición 2013 var Chiles högsta division för fotboll för den första halvan av 2013 och vanns av Unión Española. Då serierna lades om från att gå vår-höst till att gå höst-vår, spelades en kortare serie under våren 2013 för att sedan fortsätta med Primera División de Chile 2013/2014. Till skillnad från tidigare säsonger (med undantag säsongen 2010) spelades inget slutspel, utan det lag som placerade sig överst i tabellen efter 17 omgångar blev mästare. Efter Torneo Transición skedde nedflyttning av ett lag medan ett lag gick till nedflyttningskval. Vilka lag det blev avgjordes av en speciell nedflyttningstabell, som grundade sig på alla lags snittpoäng säsongerna 2010-2013. Detta innebar att Colo-Colo, Universidad Católica och Universidad de Chile var helt utan risk att flyttas ner inför säsongen 2013.
Sändningsrättigheterna innehades av CDF som sände nästan alla matcher varje omgång, vanligtvis sju av nio matcher per omgång. Matcherna sändes i kanalen CDF Premium. Tittare utanför Chile kunde se två matcher per helg genom tv-kanalen TV Chile, som vidaresände CDF Premiums sändning i utvalda matcher.
Fredagen den 8 februari 2013 avled 15 personer, varav 2 barn, och ytterligare personer skadades efter matchen mellan Huachipato och O'Higgins. När supportrar till O'Higgins skulle ta sig hem med buss från Talcahuano till Rancagua, körde bussen av vägen i närheten av Tomé strax utanför Concepción. Till följd av detta beslöt ANFP att resten av spelomgången skulle inledas med en tyst minut i matcherna i både Primera División samt i Primera B.

## Deltagande lag
Totalt 18 lag från 13 olika städer deltog i Torneo Trancisión. Sex lag från huvudstaden Santiago spelade i den högsta divisionen. Utöver det spelade även Everton och Santiago Wanderers i den högsta divisionen, från Viña del Mar respektive Valparaiso, och eftersom städerna är ihopväxta kan lagen sägas vara från i stort sett samma stad. Från samma region kommer även Unión La Calera. Den nordligaste laget var San Marcos de Arica från Chiles nordligaste stad nära gränsen till Peru, Arica. Det sydligaste laget var Huachipato från Talcahuano strax utanför Concepción. De två största arenorna tillhörde Universidad de Chile (50 000 på Estadio Nacional) och Colo-Colo (47 017 på Estadio Monumental). De först nämnda hyrde in sig på sin arena och spelade även vissa matcher på Unión Españolas arena Estadio Santa Laura, medan Colo-Colo äger sin arena. Att notera är att Cobresal från den lilla staden El Salvador spelade på en arena som tar 20 752 åskådare, trots att det enbart bodde cirka 7 000 invånare i den lilla staden.
| Lag                  | Stad         | Arena                             | Kapacitet     |
| Audax Italiano       | Santiago     | Municipal de La Florida           | 12 000        |
| Cobreloa             | Calama       | Regional Calvo y Bascuñán1        | 4 000         |
| Cobresal             | El Salvador  | El Cobre                          | 20 752        |
| Colo-Colo            | Santiago     | Monumental David Arellano         | 47 017        |
| Deportes Antofagasta | Antofagasta  | Regional Calvo y Bascuñán2        | 21 178        |
| Deportes Iquique     | Iquique      | Tierra de Campeones               | 12 000        |
| Everton              | Viña del Mar | Municipal Lucio Fariña Fernández3 | 7 680         |
| Huachipato           | Talcahuano   | CAP                               | 10 500        |
| Ñublense             | Chillán      | Nelson Oyarzún                    | 12 000        |
| O'Higgins            | Rancagua     | Fiscal de Talca4 La Granja4       | 8 324 8 000   |
| Palestino            | Santiago     | Municipal de La Cisterna          | 12 000        |
| Rangers              | Talca        | Fiscal de Talca                   | 8 324         |
| San Marcos de Arica  | Arica        | Carlos Dittborn                   | 14 373        |
| Santiago Wanderers   | Valparaiso   | Municipal Lucio Fariña Fernández5 | 4 000         |
| Unión Española       | Santiago     | Santa Laura                       | 22 000        |
| Unión La Calera      | La Calera    | Nicolás Chahuán Nazar             | 10 000        |
| Universidad Católcia | Santiago     | San Carlos de Apoquindo           | 20 000        |
| Universidad de Chile | Santiago     | Nacional Santa Laura              | 50 000 22 000 |

- (1): Cobreloa spelar vanligtvis på Estadio Municipal de Calama, men arenan undergick renovering under 2013, så Cobreloa spelade på andra spelplatser under tiden.
- (2): Deportes Antofagasta spelade inledningen av säsongen på en annan spelplats, då den ordinarie arenan undergick renovering (som färdigställdes i mars 2013).
- (3): Everton spelar vanligtvis på Estadio Sausalito, men arenan undergick renovering under 2013, så Everton spelar på andra spelplatser under tiden.
- (4): O'Higgins spelar vanligtvis på Estadio El Teniente, men arenan undergick renovering under 2013, så O'Higgins spelade på andra speplatser under tiden.
- (5): Santiago Wanderers spelar vanligtvis på Estadio Regional Chiledeportes, men arenan undergick renovering under 2013, så Santiago Wanderers spelade på andra spelplatser under tiden.

## Kvalificering för internationella turneringar
Torneo Transición kvalificerade totalt tre lag till internationella turneringar, två till Copa Sudamericana 2013 och ett lag till Copa Libertadores 2014. Laget som vann Torneo Trancisión kvalificerade sig till Copa Libertadores, medan de i övrigt två bäst placerade lagen i Torneo Trancisión gick till Copa Sudamericana. De chilenska lagen som deltog i Copa Libertadores 2013 (Huachipato, Universidad de Chile och Deportes Iquique) kunde dock inte kvalificera sig för Copa Sudamericana genom Torneo Trasición, men däremot till Copa Libertadores 2014.
- Copa Sudamericana 2013 (totalt fyra platser, varav två tilldelades genom Torneo Transición)
  - Vinnaren av Copa Chile 2012/2013: Universidad de Chile
  - Som vinnare av grundserien av Torneo Clausura 2012: Colo-Colo
  - Tvåan i Torneo Transición: Universidad Católica
  - Trean i Torneo Transición: Cobreloa
- Copa Libertadores 2014 (totalt tre platser, varav en tilldelades genom Torneo Transición)
  - Vinnaren av Torneo Transición: Unión Española

## Tabell
Alla 18 lag mötte varandra en gång, antingen på hemma- eller på bortaplan, vilket innebar totalt 17 matcher per lag. Det lag högst upp i tabellen efter 17 matcher blev mästare av Torneo Transición och kvalificerade sig därmed till Copa Libertadores 2014, medan tvåan och trean kvalificerade sig till Copa Sudamericana 2013.
Lag 1: Copa Libertadores
Lag 2–3: Copa Sudamericana
| Nr | Lag                  | S  | V  | O | F  | GM | IM | MS  | P  |
| -- | -------------------- | -- | -- | - | -- | -- | -- | --- | -- |
| 1  | Unión Española       | 17 | 12 | 2 | 3  | 32 | 12 | +20 | 38 |
| 2  | Universidad Católica | 17 | 12 | 2 | 3  | 36 | 19 | +17 | 38 |
| 3  | Cobreloa             | 17 | 9  | 7 | 1  | 33 | 18 | +15 | 34 |
| 4  | O'Higgins            | 17 | 9  | 4 | 4  | 28 | 19 | +9  | 31 |
| 5  | Universidad de Chile | 17 | 9  | 3 | 5  | 37 | 29 | +8  | 30 |
| 6  | Everton              | 17 | 8  | 3 | 6  | 25 | 24 | +1  | 27 |
| 7  | Unión La Calera      | 17 | 8  | 2 | 7  | 25 | 26 | −1  | 26 |
| 8  | Rangers              | 17 | 6  | 6 | 5  | 25 | 21 | +4  | 24 |
| 9  | Santiago Wanderers   | 17 | 7  | 2 | 8  | 22 | 28 | −6  | 23 |
| 10 | Colo-Colo            | 17 | 6  | 3 | 8  | 26 | 28 | −2  | 21 |
| 11 | Palestino            | 17 | 5  | 5 | 7  | 20 | 23 | −3  | 20 |
| 12 | Ñublense             | 17 | 5  | 5 | 7  | 20 | 26 | −6  | 20 |
| 13 | Deportes Antofagasta | 17 | 5  | 4 | 8  | 31 | 34 | −3  | 19 |
| 14 | Audax Italiano       | 17 | 5  | 4 | 8  | 24 | 29 | −5  | 19 |
| 15 | Huachipato           | 17 | 5  | 4 | 8  | 24 | 31 | −7  | 19 |
| 16 | Deportes Iquique     | 17 | 3  | 4 | 10 | 14 | 25 | −11 | 13 |
| 17 | San Marcos de Arica  | 17 | 2  | 6 | 9  | 19 | 34 | −15 | 12 |
| 18 | Cobresal             | 17 | 3  | 2 | 12 | 22 | 37 | −15 | 11 |

Källa: ANFP.cl

### Matcher
Matcher markerade med — spelades inte, eftersom enbart 17 matcher spelades per lag vilket innebar att lagen enbart mötte de andra lagen en gång, istället för två gånger.
| Hemma \ Borta        | AUD | COB | CSL | COL  | DAF | DIQ | EVE | HUA | ÑUB | O'HI | PAL | RAN | SMA | SWA | UE  | ULC | UNCA | UNCH |
| Audax Italiano       | —   | —   | 3–2 | 3–11 | —   | 3–1 | 1–3 | 0–1 | —   | —    | 1–0 | —   | 1–1 | —   | —   | —   | 1–2  | —    |
| Cobreloa             | 1–1 | —   | —   | 5–2  | —   | 4–1 | —   | 3–3 | 0–2 | —    | 1–0 | —   | 2–1 | 2–0 | —   | —   | 4–2  | —    |
| Cobresal             | —   | 1–4 | —   | —    | 3–2 | —   | 0–1 | —   | —   | —    | —   | 2–2 | —   | 1–2 | 1–2 | 2–1 | 1–2  | 1–3  |
| Colo-Colo            | —   | —   | 2–0 | —    | 3–3 | —   | 3–0 | 2–2 | 1–1 | 1–2  | —   | —   | —   | 1–0 | —   | 2–0 | 0–1  | —    |
| Deportes Antofagasta | 1–0 | 0–0 | —   | —    | —   | —   | 1–2 | 3–3 | —   | 1–3  | 1–2 | —   | 3–1 | —   | —   | —   | —    | 4–2  |
| Deportes Iquique     | —   | —   | 3–0 | 2–1  | 1–1 | —   | —   | —   | 0–1 | 2–1  | 0–0 | 0–2 | —   | 0–2 | —   | —   | —    | —    |
| Everton              | —   | 0–1 | —   | —    | —   | 2–1 | —   | 3–0 | —   | 2–0  | —   | 2–1 | —   | 3–0 | —   | 2–3 | —    | 1–1  |
| Huachipato           | —   | —   | 0–2 | —    | —   | 2–1 | —   | —   | —   | 0–2  | 0–2 | —   | 0–0 | 3–1 | 0–1 | —   | 1–2  | 3–4  |
| Ñublense             | 2–4 | —   | 2–1 | —    | 0–2 | —   | 1–1 | 0–3 | —   | 1–1  | —   | —   | —   | —   | —   | 0–2 | 1–3  | 1–3  |
| O'Higgins            | 3–1 | 1–1 | 2–2 | —    | —   | —   | —   | —   | —   | —    | 3–2 | —   | 2–1 | 2–0 | —   | 0–1 | 0–1  | 2–2  |
| Palestino            | —   | —   | 3–2 | 1–2  | —   | —   | 2–1 | —   | 0–1 | —    | —   | 2–2 | 2–2 | —   | 1–2 | 1–0 | —    | —    |
| Rangers              | 1–1 | 2–2 | —   | 1–0  | 4–1 | —   | —   | 5–2 | 0–0 | 1–2  | —   | —   | —   | 0–0 | —   | —   | 0–3  | —    |
| San Marcos de Arica  | —   | —   | 3–1 | 2–3  | —   | 1–1 | 2–2 | —   | 0–4 | —    | —   | 1–0 | —   | —   | 0–1 | 1–1 | 1–2  | —    |
| Santiago Wanderers   | 2–1 | —   | —   | —    | 1–4 | —   | —   | —   | 3–1 | —    | 0–0 | —   | 3–1 | —   | 0–2 | 3–4 | —    | 2–1  |
| Unión Española       | 4–0 | 0–0 | —   | 1–0  | 3–1 | 1–0 | 5–0 | —   | 2–2 | 0–2  | —   | 1–2 | —   | —   | —   | —   | —    | —    |
| Unión La Calera      | 3–3 | 1–2 | —   | —    | 2–1 | 1–0 | —   | 0–1 | —   | —    | —   | 2–0 | —   | —   | 2–1 | —   | —    | 2–3  |
| Universidad Católica | —   | —   | —   | —    | 4–2 | 1–1 | 2–0 | —   | —   | —    | 1–1 | —   | —   | 2–3 | 1–3 | 4–0 | —    | 3–0  |
| Universidad de Chile | 1–0 | 1–1 | —   | 3–2  | —   | 2–0 | —   | —   | —   | —    | 4–1 | 1–2 | 6–1 | —   | 0–3 | —   | —    | —    |

- (1): Matchen, som spelades 31 mars 2013, blev avbruten i 57:e matchminuten i ställningen 3-1 till Audax Italiano på grund av problem med bland annat inkastade föremål. ANFP beslutade att inte återuppta matchen utan fastställde resultatet.[2]

## Nedflyttningstabell
Nedflyttningssnittet räknades ut genom att ta totalpoängen från de fyra senaste säsongerna (inklusive denna) och dela poängen på antalet matcher. Om klubbarna flyttats ner från den högsta divisionen något av dessa år, så räknades den säsongen inte med i snittet. Det sista laget flyttades ut och det näst sista laget gick till nedflyttningskval.
| Lag                  | 2010 | 2011 | 2012 | 2013 | TP  | SM  | Snitt |
| -------------------- | ---- | ---- | ---- | ---- | --- | --- | ----- |
| Universidad de Chile | 64   | 74   | 73   | 30   | 241 | 119 | 2,025 |
| Universidad Católica | 74   | 66   | 53   | 38   | 231 | 119 | 1,941 |
| Colo-Colo            | 71   | 54   | 59   | 21   | 205 | 119 | 1,723 |
| Unión Española       | 52   | 55   | 51   | 38   | 196 | 119 | 1,647 |
| Everton              | —    | —    | —    | 27   | 27  | 17  | 1,588 |
| Audax Italiano       | 65   | 50   | 43   | 19   | 177 | 119 | 1,475 |
| O'Higgins            | 41   | 44   | 55   | 31   | 171 | 119 | 1,437 |
| Rangers              | —    | —    | 48   | 24   | 72  | 51  | 1,412 |
| Deportes Iquique     | —    | 41   | 65   | 13   | 119 | 85  | 1,400 |
| Cobreloa             | 39   | 49   | 43   | 34   | 165 | 119 | 1,387 |
| Palestino            | 42   | 49   | 48   | 20   | 159 | 119 | 1,336 |
| Unión La Calera      | —    | 49   | 39   | 26   | 114 | 85  | 1,341 |
| Huachipato           | 48   | 39   | 48   | 19   | 154 | 119 | 1,294 |
| Santiago Wanderers   | 45   | 39   | 39   | 23   | 146 | 119 | 1,227 |
| Ñublense             | 40   | —    | —    | 20   | 60  | 51  | 1,176 |
| Deportes Antofagasta | —    | —    | 37   | 19   | 56  | 51  | 1,098 |
| Cobresal             | 42   | 39   | 35   | 11   | 127 | 119 | 1,067 |
| San Marcos de Arica  | —    | —    | —    | 15   | 15  | 17  | 0,882 |

### Nedflyttningskval
|  | 29 maj 2013 | Curicó Unido | 0–0   | Cobresal | Estadio La Granja, Curicó |               |
|  |             |              | (0–0) |          | Publik: 3 110             | Publik: 3 110 |
|  |             |              |       |          | Publik: 3 110             | Publik: 3 110 |
|  |             |              |       |          | Publik: 3 110             | Publik: 3 110 |

|  | 2 juni 2013 | Cobresal                          | 3–0   | Curicó Unido | Estadio El Cobre, El Salvador |               |
|  |             | Pineda 40′ Cantero 46′ Parodi 67′ | (1–0) |              | Publik: 1 664                 | Publik: 1 664 |
|  |             |                                   |       |              | Publik: 1 664                 | Publik: 1 664 |
|  |             |                                   |       |              | Publik: 1 664                 | Publik: 1 664 |